# Проточная цитометрия

Схема оборудования для проведения проточной цитометрии.

Проточная цитометрия (проточная цитофлуориметрия) — метод исследования дисперсных сред в режиме поштучного анализа элементов дисперсной фазы по сигналам светорассеяния и флуоресценции. Название метода связано с основным приложением, а именно, с исследованием одиночных биологических клеток в потоке.
Основа метода заключается в 1) использовании системы гидрофокусировки, которая обеспечивает прохождение клеток в потоке поодиночке; 2) облучении клетки лазерным излучением; 3) регистрации сигналов светорассеяния и флуоресценции от каждой клетки.
Кроме того, в ходе анализа учитывается уровень флуоресценции химических соединений, входящих в состав клетки (аутофлуоресценция) или внесённых в образец перед проведением проточной цитометрии.

## Образцы
- кровь
- костный мозг
- ликвор
- суставная жидкость
- плевральная жидкость
- асцитическая жидкость
- суспендированные клетки тканей (например, опухолей)

## Принцип

Принцип работы гидрофокусирующей системы

Клеточная суспензия, предварительно меченная флюоресцирующими моноклональными антителами или флуоресцентными красителями, попадает в поток жидкости, проходящий через проточную ячейку. Условия подобраны таким образом, что клетки выстраиваются друг за другом за счет т. н. гидродинамического фокусирования струи в струе. Гидродинамическая фокусировка обеспечивается большим удельным расходом во внешней струе (струя-оболочка) по сравнению с удельным расходом пробы. Схематически принцип работы показан на видео. При увеличении удельного расхода во внешней струе, клетки выстраиваются в линию, одна за другой.
В момент пересечения клеткой лазерного луча детекторы фиксируют:
- рассеяние света под малыми углами (от 1° до 10°).
- рассеяние света под углом 90°.
- интенсивность флуоресценции по нескольким каналам флуоресцентности (от 2 до 18-20).

Интенсивность рассеяния зависит от морфологии клетки (размер, форма, внутренняя структура), от ориентации клетки в потоке относительно направления падающего излучения, от состояния поляризации падающего излучения.
Интенсивность флуоресценции формируется за счет двух вкладов: специфической флуоресценции и автофлуоресценции. Специфическая флуоресценция связана с излучением молекул флуорохрома, специфически связанных с определенными клеточными компонентами (рецепторы, внутриклеточные белки, ДНК и др.). Автофлуоресценция связана с излучением собственных молекул клетки (белки, нуклеиновые кислоты и т.д.). Интенсивность специфической флуоресценции зависит от количества молекул флуорохрома в клетке, длины волны возбуждающего излучения, сечения поглощения (экстинкции) флуорохрома на этой длине волны, квантового выхода флуорохрома, числовой апертуры оптической системы сбора флуоресценции, спектрального диапазона системы оптической фильтрации и детекции. Интенсивность автофлуоресценции аналогичным образом зависит от оптических свойств собственных молекул клетки. На практике подготовка клеток перед измерением осуществляется таким образом, чтобы вклад специфической флуоресценции на несколько порядков превышал вклад автофлуоресценции.

## Приборы
Приборы для анализа клеток методом проточной цитометрии называются проточными цитометрами, или проточными цитофлуориметрами. Самыми популярными на территории России и СНГ проточными цитометрами являются приборы компаний Beckman Coulter Life Sciences и Becton Dickinson Biosciences.

## Флуорохромы
- Флуоресцеина изотиоцианат (FITC)
- Фикоэритрин (PE, RD1)
- Перидинин-Хлорофилл Протеин (Per-CP)
- Алофикоцианин (APC)

Тандемные красители:
- Фикоэритрин — Техасский красный (ECD)
- Фикоэритрин — Cy5 (PC5)
- Фикоэритрин — Cy7 (PC7)
- Аллофикоцианин- Cy7 (APC-Cy7)

«Квантовые точки»
QD560, QD590 и т. д.

## Преимущества
- короткое время анализа за счет высокой скорости (до 100 000 событий в секунду)
- анализ большого количества клеток (до 108 клеток в мл)
- определение субпопуляций клеток
- измерение параметров редко встречающихся клеток
- объективное измерение интенсивности флуоресценции

## Применение

### Иммунология
- иммунофенотипирование клеток периферической крови
- определение фагоцитарной активности (захват меченных флюорохромами бактерий или дрожжей)
- определение внутриклеточных цитокинов (спонтанная продукция и под действием различных специфических или неспецифических активаторов, таких как ФМА + иономицин, ЛПС, ФНО-альфа)
- определение внутриклеточных белков, например транскрипционных факторов GATA-3, T-bet, FoxP3 для дискриминации CD4 Т-лимфоцитов
- определение пролиферативной активности (выявление инкорпорированого бромдезоксиуридина)
- исследование клеточного цикла
- оценка клеточной цитотоксичности

### Онкология
- количественный анализ внутриклеточных компонентов (ДНК)
- анализ стадий клеточного цикла
- выявление анеуплоидного клона
- определение пролиферативной активности анеуплоидного клона
- определение специфических маркеров
- позволяет проводить наблюдение пациентов, входящих в группу риска
- оценка состояния иммунной системы:
- оценка клеточного звена иммунитета (определение субпопуляций лимфоцитов)
- оценка функциональной состоятельности иммунокомпетентных клеток (NK тест, фагоцитарный тест и т. п.)

### Цитология
- определение цитоморфологической принадлежности клетки: размер, соотношение ядро/цитоплазма, степень асимметричности и гранулярности клеток
- оценка активности внутриклеточных ферментов с помощью флуорогенных субстратов
- определение экспрессии поверхностных антигенов
- анализ стадий клеточного цикла
- измерение физиологических параметров клетки (внутриклеточный pH, концентрация свободных ионов Ca2+, потенциал наружной клеточной мембраны)

### Гематология
- анализ субпопуляционного состава клеток периферической крови
- подсчет ретикулоцитов, анализ тромбоцитов по специфическим маркерам
- дифференциальная диагностика лимфопролиферативных заболеваний и реактивных лимфоцитозов
- диагностика лимфопролиферативных заболеваний
- диагностика острых лейкозов
- оценка минимальной резидуальной болезни

### Фармакология
- измерение экспрессии маркеров
- измерение активности внутриклеточных ферментов
- определений стадий клеточного цикла в рамках изучения механизмов воздействия различных биологически активных веществ на клеточном уровне

### Растениеводство / Сельское хозяйство
- определение плоидности клеток
- анализ клеточного цикла
- анализ и сортировка протопластов